# William Fawkener
William Augustus Fawkener (1750 – 1811) è stato un diplomatico inglese.

## Biografia
Fawkener fu uno dei figli di Sir Everard Fawkener, un mercante e poi ambasciatore britannico nell'Impero ottomano, che non si sposò fino all'età di 53 anni, e quindi morì nel 1758 mentre William era ancora piccolo. Sua madre era Harriet, figlia del tenente generale Charles Churchill. William fu probabilmente chiamato in onore del Duca di Cumberland e servì come una paggio d'onore ai funerali del Duca nel 1765.
Anche suo fratello Everard divenne un funzionario statale, ricoprendo l'incarico di Commissioner of Stamps (1783-1803), ottenuto grazie all'influenza di William.

## Carriera
William fu nominato cancelliere del Consiglio Privato (1779-1795).
Durante il suo servizio al Consiglio Privato, fu impiegato in varie missioni diplomatiche. Nel 1783 fu nominato segretario dell'ambasciata del marchese di Carmarthen, che fu nominato ambasciatore in Francia, ma fu invece nominato segretario agli Esteri prima della sua partenza. Nell'aprile del 1787 fu inviato straordinario del Granducato di Toscana. Nell'ottobre 1787, fu inviato in Portogallo per negoziare un trattato commerciale in collaborazione con Robert Walpole.
Nel 1791 fu inviato in missione segreta da Caterina II di Russia.
Per un periodo, ha lavorato come segretario di William Windham, il segretario per la guerra e le colonie.

## Matrimoni

### Primo Matrimonio
Sposò in prime nozze Georgina Ann Poyntz (21 aprile 1763-4 maggio 1851), figlia di William Poyntz. Il matrimonio era combinato e non era gradimento a Georgiana. Conobbe John Townshend a casa di Lord Melbourne, Brocket Hall, nell'estate del 1785, si innamorarono e alla fine scappò con lui. Il risultato fu un duello ad Hyde Park nel maggio 1786 tra Fawkener e Melbourne, in cui il primo perse e quest'ultimo sparò in aria, finendo senza spargimento di sangue. Fawkener successivamente intentò un'azione legale contro Townshend per una conversazione criminale. Il processo iniziò il 12 luglio 1786 davanti a Sir Francis Buller e terminò con l'assegnazione di 500 sterline di danni a Fawkener. Fawkener ottenne il divorzio dalla legge del Parlamento nell'aprile del 1787, dopo di che Georgiana sposò John Townshend.

### Secondo Matrimonio
Sposò in seconde nozze Elizabeth Wright. Ebbero due figlie:
- Mary Fawkener (1788-4 febbraio 1860)[15], sposò Horatio Walpole, III conte di Orford, ebbero cinque figli;
- Sarah Fawkener (27 maggio 1789-31 ottobre 1817)[15], sposò Henry Cavendish[16][17], ebbero quattro figli.

Ha ereditato una tenuta a Iping, nel Sussex, nel 1760, ma lui e la sua prima moglie apparentemente la vendettero nel 1784. Visse a Brereton Hall, nello Shropshire.